# Grand Prix Bruno Beghelli 2018
La 23e édition du Grand Prix Bruno Beghelli a  lieu le 7 octobre 2018 avec un départ et une arrivée à Monteveglio, sur une distance de 196,3 kilomètres. Elle fait partie du calendrier UCI Europe Tour 2018 en catégorie 1.HC. C'est également l'une des manches de la Coupe d'Italie.

## Présentation

### Équipes
Vingt-cinq équipes sont au départ de la course : treize équipes UCI WorldTeam, sept équipes continentales professionnelles, quatre équipes continentales et l'équipe nationale italienne.
| WorldTeams (12)- Groupama-FDJ - Sky - Bahrain-Merida - UAE Team Emirates - Trek-Segafredo - EF Education First-Drapac p/b Cannondale - AG2R La Mondiale - Lotto NL-Jumbo - Movistar Team - Astana - Mitchelton-Scott - Dimension Data Équipes continentales professionnelles (7)- Bardiani CSF - Androni Giocattoli-Sidermec - Caja Rural-Seguros RGA - Wilier Triestina-Selle Italia - Nippo-Vini Fantini-Europa Ovini - Gazprom-RusVelo - Israel Cycling Academy Équipes continentales (4)- Amore & Vita-Prodir - MsTina-Focus - Sangemini-MG.Kvis - Biesse Carrera Gavardo Équipe nationale- Italie |
| |

## Classement final
| \| Classement général \| Classement général \| Classement général \| Classement général \| Classement général \| \| Coureur \| Coureur \| Pays \| Équipe \| Temps \| \| ------------------ \| ------------------ \| ------------------ \| ------------------------------- \| ------------------ \| \| 1er \| Bauke Mollema \| Pays-Bas \| Trek-Segafredo \| 4 h 24 min 45 s \| \| 2e \| Carlos Barbero \| Espagne \| Movistar Team \| + 6 s \| \| 3e \| Manuel Belletti \| Italie \| Androni Giocattoli-Sidermec \| + 6 s \| \| 4e \| Juan José Lobato \| Espagne \| Nippo-Vini Fantini-Europa Ovini \| + 6 s \| \| 5e \| Riccardo Minali \| Italie \| Astana \| + 6 s \| \| 6e \| Matteo Trentin \| Italie \| Mitchelton-Scott \| + 6 s \| \| 7e \| Leonardo Basso \| Italie \| Team Sky \| + 6 s \| \| 8e \| Matthieu Ladagnous \| France \| Groupama-FDJ \| + 6 s \| \| 9e \| Koen Bouwman \| Pays-Bas \| LottoNL-Jumbo \| + 6 s \| \| 10e \| Kristian Sbaragli \| Italie \| Israel Cycling Academy \| + 6 s \| |                    |          |                                 |                 |
| |                    |          |                                 |                 |
| Source : ProCyclingStats |                    |          |                                 |                 |
| Classement général |                    |          |                                 |                 |
| Coureur | Coureur            | Pays     | Équipe                          | Temps           |
| 1er | Bauke Mollema      | Pays-Bas | Trek-Segafredo                  | 4 h 24 min 45 s |
| 2e | Carlos Barbero     | Espagne  | Movistar Team                   | + 6 s           |
| 3e | Manuel Belletti    | Italie   | Androni Giocattoli-Sidermec     | + 6 s           |
| 4e | Juan José Lobato   | Espagne  | Nippo-Vini Fantini-Europa Ovini | + 6 s           |
| 5e | Riccardo Minali    | Italie   | Astana                          | + 6 s           |
| 6e | Matteo Trentin     | Italie   | Mitchelton-Scott                | + 6 s           |
| 7e | Leonardo Basso     | Italie   | Team Sky                        | + 6 s           |
| 8e | Matthieu Ladagnous | France   | Groupama-FDJ                    | + 6 s           |
| 9e | Koen Bouwman       | Pays-Bas | LottoNL-Jumbo                   | + 6 s           |
| 10e | Kristian Sbaragli  | Italie   | Israel Cycling Academy          | + 6 s           |

## Classements UCI
La course attribue aux coureurs le même nombre de points pour l'UCI Europe Tour 2018 et le Classement mondial UCI.
| Position           | 1er | 2e  | 3e  | 4e  | 5e | 6e | 7e | 8e | 9e | 10e | 11e | 12e | 13e | 14e | 15e | 16e à 30e | 31e à 40e |
| Classement général | 200 | 150 | 125 | 100 | 85 | 70 | 60 | 50 | 40 | 35  | 30  | 25  | 20  | 15  | 10  | 5         | 3         |

| 1  | Bauke Mollema      | Trek-Segafredo                  | 200 |
| 2  | Carlos Barbero     | Movistar                        | 150 |
| 3  | Manuel Belletti    | Androni Giocattoli-Sidermec     | 125 |
| 4  | Juan José Lobato   | Nippo-Vini Fantini-Europa Ovini | 100 |
| 5  | Riccardo Minali    | Astana                          | 85  |
| 6  | Matteo Trentin     | Mitchelton-Scott                | 70  |
| 7  | Leonardo Basso     | Sky                             | 60  |
| 8  | Matthieu Ladagnous | Groupama-FDJ                    | 50  |
| 9  | Koen Bouwman       | Lotto NL-Jumbo                  | 40  |
| 10 | Kristian Sbaragli  | Israel Cycling Academy          | 35  |